# Nächste Ausfahrt Glück – Beste Freundinnen
Nächste Ausfahrt Glück – Beste Freundinnen ist ein deutscher Fernsehfilm aus dem Jahr 2021. Die Erstausstrahlung erfolgte am 7. März 2021 im ZDF, nachdem er bereits seit Ende Februar 2021 in der ZDF Mediathek verfügbar war. Der Film ist die zweite Folge der im Rahmen der ZDF-Herzkino-Reihe ausgestrahlten Filmreihe Nächste Ausfahrt Glück und die Fortsetzung des Films Nächste Ausfahrt Glück – Juris Rückkehr, der eine Woche zuvor erstausgestrahlt wurde.

## Handlung
Kindertagesstättenleiterin Katharina fühlt sich immer noch zu ihrer Jugendliebe Juri Hoffmann hingezogen. Dieser verbringt mit seinem besten Freund Christian und Katharinas bester Freundin Sybille eine durchzechte Nacht, was Katharina und vor allem Christians Frau Yvonne eifersüchtig macht. Auch zwischen Sybille und Katharina, die zugleich Kolleginnen sind, kommt es zu Spannungen. Unterdessen ist Katharinas Mann Georg eifersüchtig auf Juri, mit dem Katharina fast intim geworden wäre, wenn Sybille – die ihrerseits ein starkes Interesse an Juri hat – sie nicht unterbrochen hätte. In einer Aussprache mit Georg und Juri macht Katharina beiden klar, dass sie mit Georg zusammen bleiben möchte. Katharina verneint Juris Frage, ob Katharinas erstgeborener Sohn von ihm sei.
Juri hat weiterhin Probleme mit seinem demenzkranken Vater, für den Katharina ihm eine Pflegerin vermittelt, so dass Juri seinen Rückflug nach Kanada plant. Ob er tatsächlich abfliegt, bleibt am Ende des Films offen.

## Hintergrund
Der erste und zweite Teil der Filmreihe wurden gemeinsam im Herbst 2020 im thüringischen Eisenach und Umgebung gedreht.
Katharina fährt im Film eine Simson Schwalbe, Juri einen Wartburg 353 Trans.

## Rezeption

### Kritiken
TV Spielfilm urteilte „die Ménage à trois vergaloppiert sich leider“.

### Einschaltquote
Die Erstausstrahlung von Nächste Ausfahrt Glück – Beste Freundinnen am 7. März 2021 wurde in Deutschland von 5,09 Millionen Zuschauern gesehen und erreichte einen Marktanteil von 14,5 %.